# مونغكول توساكراي
مونغكول توساكراي (تايلاندية: มงคล ทศไกร؛ مواليد 5 سبتمبر 1987 في كون كاين، تايلاند) هو لاعب كرة قدم تايلاندي يلعب مع تشيانغراي يونايتد في الدوري التايلاندي الممتاز كجناح. مثّل منتخب تايلاند لكرة القدم. بدأ مونغكول توساكراي مسيرته الرياضية عام 2008 مع كرونغ تاي بانك.

## الإنجازات

### الدولية
تايلاند
- بطولة آسيان لكرة القدم (1): 2014

### الفردية
- لاعب الشهر في الدوري التايلاندي (1): مايو 2014

## روابط خارجية
- مونغكول توساكراي على موقع قاعدة بيانات كرة القدم.إي يو (الإنجليزية)
- مونغكول توساكراي على موقع ناشيونال فوتبول تيمز (الإنجليزية)
- مونغكول توساكراي على موقع Soccerway.com (الإنجليزية)
- مونغكول توساكراي على موقع عالم كرة القدم.نت (الإنجليزية)